# Midar
Midar è una città del Marocco, nella provincia di Driouch, nella Regione Orientale. Fino al 2009 Midar faceva parte della provincia di Nador.
La città è anche conosciuta come Mīd̨ār, Arba Laazib Midar, Azib de Midar, El Arba de Midar e Azib de Midar.